# Santarcangelo Calcio 2011-2012
Questa pagina raccoglie le informazioni riguardanti il Santarcangelo Calcio nelle competizioni ufficiali della stagione 2011-2012.
| N. |                   | Ruolo | Calciatore          |
| -- | ----------------- | ----- | ------------------- |
|    | Italia (bandiera) | D     | Michele Antoniacci  |
|    | Italia (bandiera) | D     | Marco Arrigoni      |
|    | Italia (bandiera) | C     | Nicolò Bacchiocchi  |
|    | Italia (bandiera) | C     | Filippo Baldinini   |
|    | Italia (bandiera) | C     | Dario Bazzi         |
|    | Italia (bandiera) | C     | Luca Bezzi          |
|    | Italia (bandiera) | P     | Davide Bicchiarelli |
|    | Italia (bandiera) | D     | Kadir Caidi         |
|    | Italia (bandiera) | D     | Claudio Cola        |
|    | Italia (bandiera) | C     | Nicola Del Pivo     |
|    | Italia (bandiera) | C     | Alessandro Fabbri   |
|    | Italia (bandiera) | A     | Daniele Ferri       |
|    | Italia (bandiera) | D     | Michele Gabbianelli |

| N. |                    | Ruolo | Calciatore        |
| -- | ------------------ | ----- | ----------------- |
|    | Albania (bandiera) | A     | Rivolino Gavoci   |
|    | Italia (bandiera)  | A     | Ivan Graziani     |
|    | Italia (bandiera)  | D     | Angelo Gregorio   |
|    | Italia (bandiera)  | C     | Francesco Laezza  |
|    | Italia (bandiera)  | D     | Luca Locatelli    |
|    | Italia (bandiera)  | C     | Alex Lodovisi     |
|    | Italia (bandiera)  | P     | Michele Nardi     |
|    | Ghana (bandiera)   | C     | Francis Obeng     |
|    | Italia (bandiera)  | D     | Davide Pagan      |
|    | Italia (bandiera)  | C     | Giorgio Schiavini |
|    | Italia (bandiera)  | A     | Luigi Scotto      |
|    | Italia (bandiera)  | C     | Simone Tonelli    |
|    | Italia (bandiera)  | C     | Nicola Zavalloni  |